# San Vittore, Schweiz
San Vittore är en ort och kommun i regionen Moesa i kantonen Graubünden, Schweiz. Den ligger i nedersta delen av dalen Val Mesolcina, två kilometer väster om regionhuvudorten Roveredo och invid gränsen till kantonen Ticino. Kommunen har 912 invånare (2023).
I kommunen finns även ortsdelen Monticello.